# Kermes trichrous
Kermes trichrous är en insektsart som beskrevs av Hu och Li 1993. Kermes trichrous ingår i släktet Kermes och familjen eksköldlöss. Inga underarter finns listade i Catalogue of Life.